# Shining Force III: Scenario 1
Cet article concerne le premier épisode de la trilogie. Pour la série de jeux vidéo, voir Shining Force III.
Shining Force III: Scenario 1 (シャイニング・フォースⅢ　シナリオ１　王都の巨神, Shining Force III Scenario 1 ~Ōto no Kyoshin~, Shining Force III Scenario 1 - God Warrior of the Kingdom), appelé simplement Shining Force III en occident, est un jeu vidéo de rôle tactique sorti exclusivement sur Saturn le 11 décembre 1997 au Japon et en 1998 dans le reste du monde. Le jeu a été développé par Sonic! Software Planning et édité par Sega. Il fait partie de la trilogie Shining Force III, dont il constitue le premier épisode.

## Trame

### Histoire

Symbole des forces armées de Synbios.

La République d’Aspinia est en conflit permanent avec l’Empire. Les récents soulèvements dans la ville républicaine de Barrand provoquent des tensions de plus en plus fortes. Imprudemment, le seigneur de la cité, Tybalt, demande l’aide à l’empereur Domaric. Ce dernier tente alors d’annexer une partie de son ancien territoire. D’autant plus que cette région est un point stratégique de première importance, proche de la terre sacrée d'Elbesem. Afin de régler ces différentes querelles, les deux partis ont décidé d'un commun accord de se réunir pour tenter d'établir une paix durable.
L’histoire commence quand Synbios, jeune seigneur de la République, rejoint la ville neutre de Saraband où des négociations avec l'Empire vont avoir lieu. Le seigneur de la cité, Garvin, est désigné président de la conférence de paix.  Pour l'instant, les débuts des pourparlers n'ont pas abouti et les négociations risquent d’échouer. Au sein du quartier général est réunie une partie des généraux républicains. Parmi eux, Tybalt, à l’origine des problèmes récents, Brutus et Benetram qui est considéré comme le leader de la République. Les républicains ont également fait appel à Conrad, le seigneur de Flagard. Malade, il a envoyé son fils, Synbios accompagné par Edmund et Dantares. Malgré la crainte de voir échouer la conférence de paix, les généraux évoquent l'étrange secte implantée dans plusieurs villes du continent et notamment la cité voisine de Balsamo. Un messager de Garvin, seigneur de Saraband, fait alors irruption dans la salle et propose à Benetram de rencontrer seul à seul l'empereur Domaric avant la session officielle de la conférence. Synbios en profite pour visiter la ville en compagnie de Dantares, Masqurin et Grace.
Synbios et ses amis pénètrent, sans s'en rendre compte, dans la zone résidentielle impériale où les sentinelles les prennent pour des espions. Celles-ci comptent les arrêter mais Medion, jeune prince de l'Empire, intervient et ordonne aux soldats de quitter les lieux. Medion explique à Synbios qu'il enquête sur les moines masqués. C'est alors qu'une violente explosion retentit, les deux groupes se séparent pour regagner leurs quartiers-généraux respectifs. Sur le chemin du retour, le jeune seigneur républicain croise la route d'un groupe de moines masqués, responsables de l'attentat. Une bataille s’engage. Débarrassés de leur assaillant, ils continuent leur route et rencontrent Benetram, accompagné de moines et d’un prisonnier : l'empereur Domaric. Synbios, surpris, lui demande les raisons de cet acte, mais ce dernier ne donne aucune réponse. Domaric lui apprend qu'il va servir de monnaie d'échange pour assurer le maintien du pouvoir républicain à Barrand. Il laisse Benetram quitter les lieux malgré les efforts de ses compagnons pour lui faire retrouver la raison. Après concertation, ils décident de délivrer l'empereur par la force. Ils retournent au quartier-général où ils voient leur chef en compagnie d'Edmund et de Tybalt. Ce dernier n’étant pas au courant de cet enlèvement, ils déduisent qu'un imposteur a pris la place de leur chef pour faire échouer la conférence de paix et faire retomber les accusations sur les représentants de la République. Edmund et Tybalt décident de servir de leurre pour permettre à Benetram, aidé de Synbios, à rejoindre la capitale de la République. Tandis que Brutus va tenter de prouver l'innocence du leader de la République à Garvin.

### Personnages
Synbios est le personnage principal du jeu. Jeune seigneur de la République d’Aspinia et fils de Lord Conrad, un des fondateurs de l'état républicain, il est l'un des plus grands espoirs pour rétablir l'ordre et la prospérité au sein d'Aspinia. Synbios est originaire de la région de Flagard, et il doit remplacer son père, très malade, aux négociations de paix qui sont organisées à Saraband entre Destonia et Aspinia. Il est accompagné pour cette tâche de trois fidèles compagnons qui viennent de Flagard, tout comme lui, et qu'il connaît depuis son enfance. Ce sont Dantares, chevalier centaure, Masqurin, magicienne qui travaille pour Conrad, et Grace, prêtresse et guérisseuse.

## Système de jeu
À l'instar de nombreux jeux de rôles tactiques, Shining Force III: Scenario 1 comporte deux phases de jeu distinctes : le mode « Recherche » et le mode « Combat ».

## Développement
Shining Force III: Scenario 1 a été développé en 1997 par Sonic! Software Planning, une ancienne société appartenant à Sega, devenue indépendante en 1995. C'est le premier jeu de la série Shining Force à présenter des environnements et des personnages en trois dimensions.
À la suite de la chute des ventes de la Saturn liée à la domination de la PlayStation sur le marché des jeux vidéo, Shining Force III: Scenario 1 est le seul épisode de la trilogie à connaître une sortie en dehors du Japon,. Les versions occidentales du jeu ont uniquement été traduites en anglais.

## Réception

### Sortie
Au Japon, deux semaines après la parution du dernier épisode, les ventes de Shining Force III: Scenario 1 s'élèvent à 132 033 exemplaires,.

### Accueil
La sortie mondiale de Shining Force III: Scenario 1 connaît un succès auprès des critiques de la presse vidéoludique. Joypad qualifie le titre de « plus beau jeu tactical-RPG sur console », citant les graphismes, le son et le gameplay comme irréprochables, tandis que Player One le décrit comme « prenant », mais exprime une réaction particulièrement défavorable à l'idée de sortir trois jeux pour un scénario identique. GameSpot insiste sur son système de jeu riche et beaucoup plus facile d'accès que certains jeux du même genre de l'époque tels que Final Fantasy Tactics et Tactics Ogre: Let Us Cling Together. RPGFan qualifie le titre de « chef-d'œuvre » malgré quelques petits défauts de son sur les versions occidentales. Les sites GameRankings et MobyGames (qui effectuent des moyennes à partir de nombreuses publications) donnent respectivement au jeu un score général de 85 % et 88 %,.